# Монарх-довгохвіст конголезький
Монарх-довгохвіст конголезький (Terpsiphone batesi) — вид горобцеподібних птахів родини монархових (Monarchidae). Мешкає в Центральній Африці. Вид названий на честь американського натураліста Джорджа Латімера Бейтса.

## Опис
Довжина птахів становить 18 см, однак у деяких самців центральні стернові пера є видовженими, так що, враховуючи їх, довжина цих самців може досягати 23-28 см. Голова і нижня частина тіла синювато-сірі, верхня частина тіла руда. Виду загалом не притаманний статевий диморфізм.

## Підвиди
Виділяють два підвиди:
- T. b. batesi Chapin, 1921 — від південного Камеруну і Габону до сходу ДР Конго;
- T. b. bannermani Chapin, 1948 — Республіка Конго, південний захід ДР Конго, північна Ангола.

## Поширення і екологія
Конголезькі монархи-довгохвости мешкають в Камеруні, Центральноафриканській Республіці, Екваторіальній Гвінеї, Габоні, Республіці Конго, Демократичній Республіці Конго і Анголі. Вони живуть у вологих рівнинних і гірських тропічних лісах, в сухих тропічних лісах, галерейних лісах, мангрових заростях, в рідколіссях і саванах, на плантаціях і в садах. Зустрічаються на висоті до 1800 м над рівнем моря. Вони живуть в нижньому ярусі вологих рівнинних і заболочених тропічних лісів, в мангрових ліах, на болотах і плантаціях.